# Cornón de la Peña
Cornón de la Peña es una localidad y también una pedanía españolas de la provincia de Palencia (comunidad autónoma de Castilla y León). Pertenece al municipio de Santibáñez de la Peña.

## Geografía
En la comarca de la Montaña Palentina, con acceso desde el cruce de las carreteras autonómicas CL-626 y P-214 al sur de la denominada Sierra del Brezo y también de la capital del municipio donde circula el . Ferrocarril de La Robla

## Demografía
Evolución de la población en el siglo XXI
| Gráfica de evolución demográfica de Cornón de la Peña entre 2000 y 2020 |
|                                                                         |
| Población de derecho (2000-2020) según el padrón municipal del INE      |

## Patrimonio

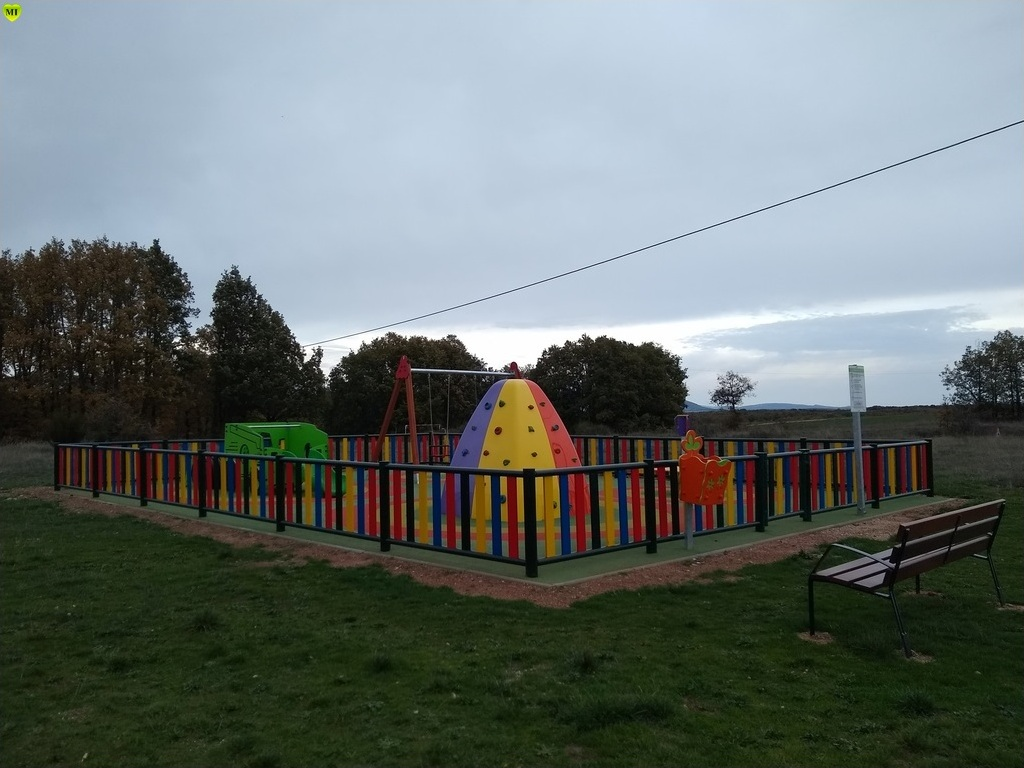
Parque infantil

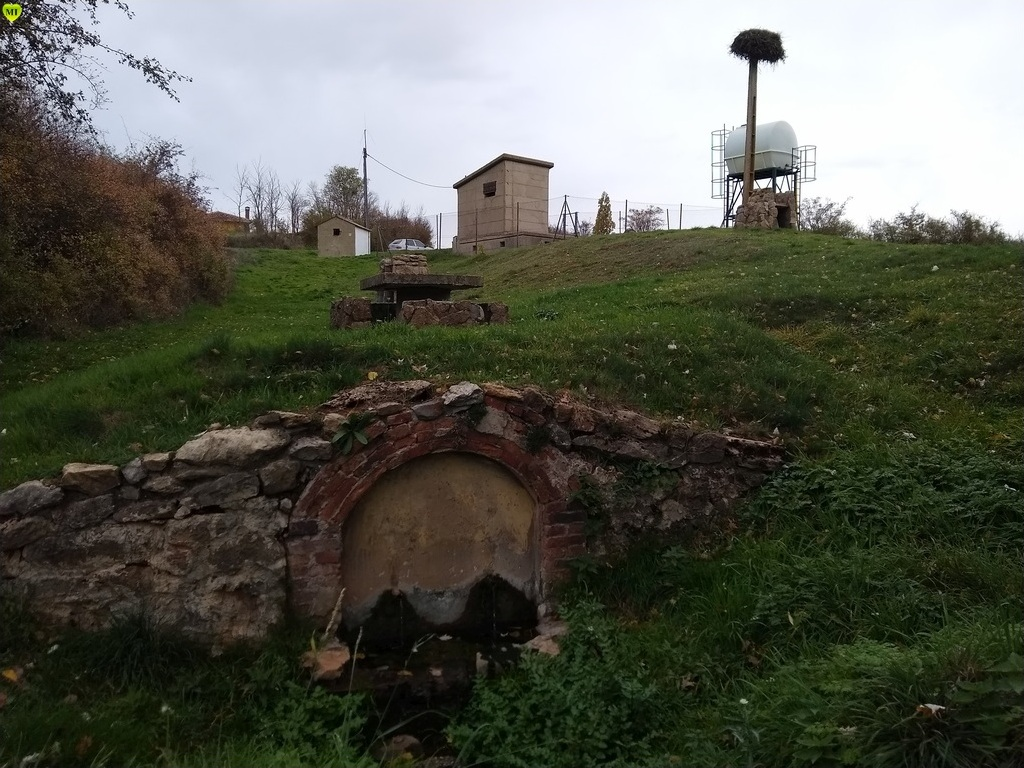
Fuente de dos caños junto a área recreativa

- Iglesia de San Antolín: Edificio barroco, de una sola nave bajo la popular advocación a lo largo de la provincia palentina, de este santo francés.  Su puerta de acceso de estilo renacentista es de arco de medio punto con hornacina en su parte superior. Los cimacios desde donde arranca el arco de entrada y el friso superior están decorados con una serie de acanaladuras separadas por semicírculos en su parte inferior. En la cercana población de Villamelendro de Valdavia, durante la restauración del pórtico de la Iglesia de Nuestra Señora de la Asunción apareció un sillar hecho con el mismo tipo de piedra y con el mismo patrón decorativo. Robusta torre campanario, con dos troneras, tejado a cuatro aguas y cornisa de sillar moldurado en tres de sus tres paños exteriores. El presbiterio se encuentra más elevado que el resto de la nave, siendo iluminado mediante un óculo abierto al Sur. Destaca en su interior una imagen de la Virgen con el niño del siglo XVI.

## Economía

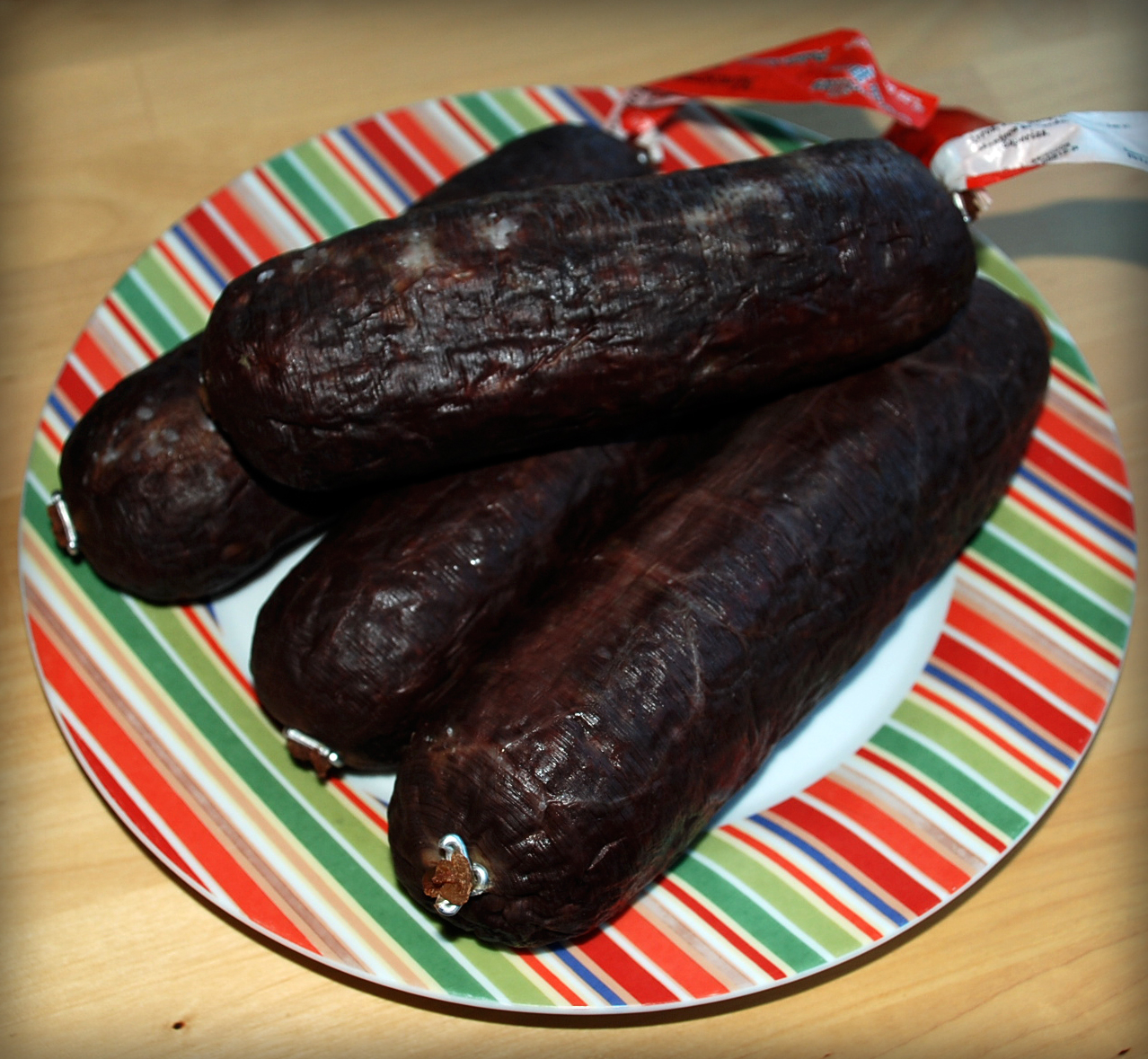
Las preciadas morcillas de Cornón de la Peña.

Localidad eminentemente agrícola y ganadera. Sin embargo destaca con respecto al resto de localidades que le rodean por su producción de Morcillas, una de las más afamadas de la comunidad castellano-leonesa junto con las Morcillas de Burgos y Morcillas de Aranda. Se trata de un producto elaborado a base de sangre de cerdo, arroz y cebolla el cual se distribuye por prácticamente toda la provincia de Palencia.

## Historia
A la caída del Antiguo Régimen la localidad, entonces conocida como Cornón, se constituye en municipio constitucional que en el censo de 1842 contaba con 11 hogares y 57 vecinos, para posteriormente integrarse en Respenda de la Peña .

## Fiestas y costumbres
Los cornitos celebran :
- El 21 de septiembre la Romería de la virgen del Brezo.[4]
- El 2 de septiembre las fiestas del pueblo, en honor a su patrón San Antolín.